# Hasarius glaucus
Hasarius glaucus là một loài nhện trong họ Salticidae.
Loài này thuộc chi Hasarius. Hasarius glaucus được Henry Roughton Hogg miêu tả năm 1915.